# Lady Caroline Howard
Lady Caroline Howard  är en porträttmålning i olja av den engelske konstnären sir Joshua Reynolds. Den målades 1778 och ingår sedan 1937 i National Gallery of Arts samlingar i Washington. 
Reynolds var jämte Thomas Gainsborough den främste porträttmålaren av den engelska aristokratin under 1700-talet. Målningen föreställer den sjuårige lady Caroline Howard (1771–1848), dotter till Frederick Howard, 5:e earl av Carlisle och Margaret Caroline Howard, senare gift med John Campbell, 1:e baron Cawdor. 
Målningen beställdes av fadern och ställdes ut på Royal Academy of Arts 1779. Därefter tillhörde den familjen på Castle Howard till 1926 då USA:s finansminister Andrew W. Mellon köpte den. Han testamenterade målningen till National Gallery of Art vid sin död 1937.
Reynolds porträtterade även övriga medlemmar i familjen Howard, inklusive fadern och modern. National Gallery of Art äger också ett berömt familjeporträtt över lady Caroline Howards faster och kusiner: Lady Elizabeth Delmé och hennes barn (1779).

## Relaterade bilder

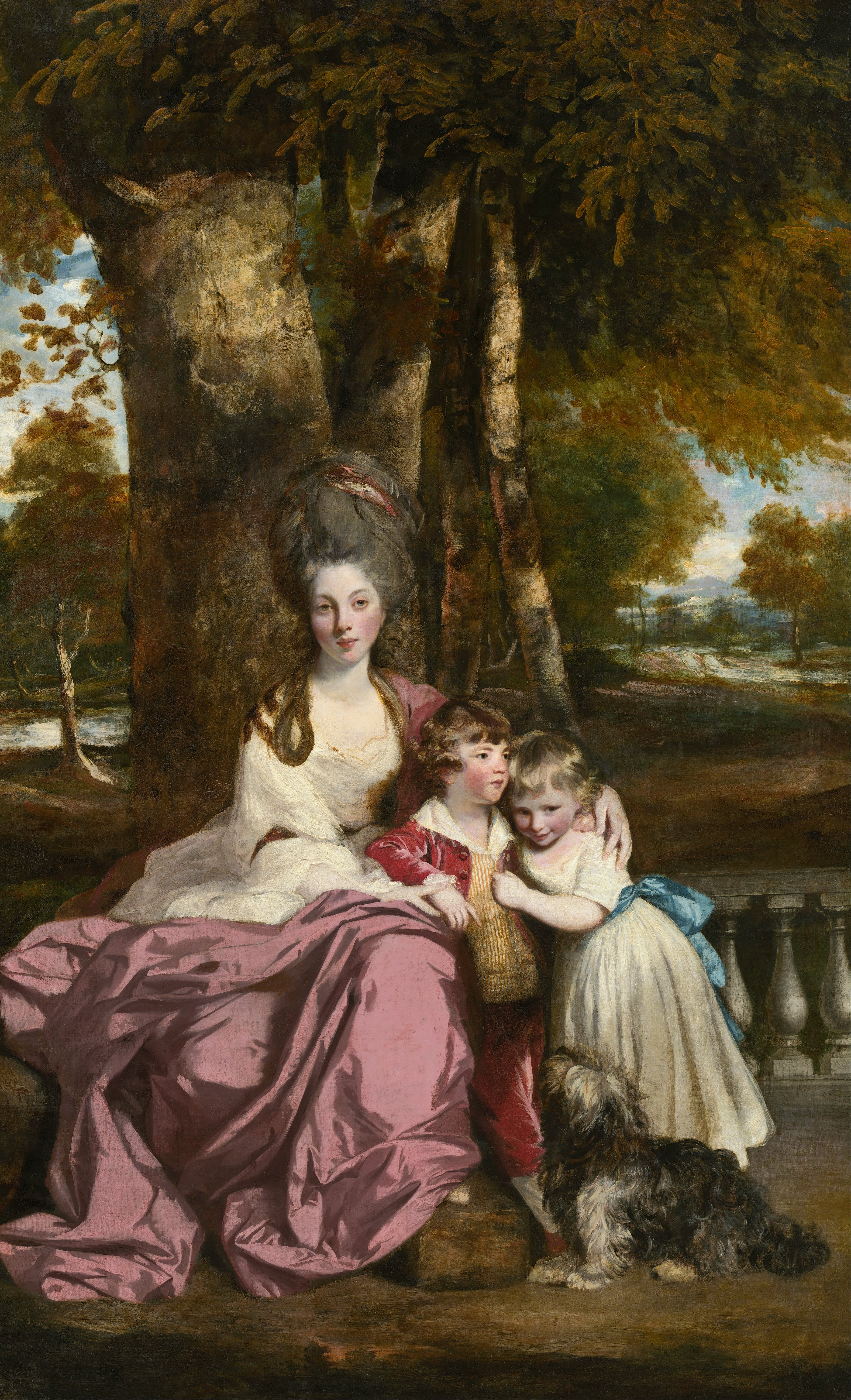
Reynolds Lady Elizabeth Delmé och hennes barn (1779), också utställd på National Gallery of Art.